# Kotelnica (Ujsoły)
Kotelnica (766 m) – szczyt w Grupie Pilska w Beskidzie Żywiecko-Orawskim, znajdujące się zachodnim, długim grzbiecie Krawcowego Wierchu. Grzbiet ten poprzez Glinkę, Kubiesówkę i Kotelnicę opada do wideł Bystrej i potoku Glinka w Ujsołach.
Kotelnica jest w większości bezleśna, zajęta przez pola uprawne miejscowości Ujsoły. Na jej północnym stoku funkcjonował dawniej orczykowy wyciąg narciarski.
Nazwa szczytu pochodzi od gwarowego słowa kotelnica, które ma dwa znaczenia: 1) kotlina lub inna depresja w terenie; 2) miejsce kocenia się (i zimowania) owiec. Pochodzące od tego słowa geograficzne nazwy spotyka się w wielu miejscach w Karpatach.
Kotelnica znajduje się w miejscowości Ujsoły w województwie śląskim, w powiecie żywieckim, w gminie Jeleśnia.